# Fanam
Fanam (o Fanon) è una piccola moneta d'oro (mai superiore al mezzo grammo) emessa da vari principati dell'India meridionale tra il XVII e il XIX secolo.
Nel sistema monetario indiano, il fanam era la 36ª parte di una pagoda. La rupia agli inizi del XX secolo valeva 7 fanam.
Furono coniate da molte autorità tra cui Muhammad Shah (1719-1748).
Anche diversi regnanti europei hanno battuto monete in questa denominazione tra cui Carlo II d'Inghilterra (1660-1685) a Madras.
Furono anche coniati fanam d'argento e fanam di rame.
Il fanam fu emesso anche in Travancore, con un valore di 1/7 della rupia di Travancore, mentre nell'India danese fu emesso il fano, dal valore di 1/8 della rupia dell'India danese e nell'India francese fu emesso il fanon, dal valore di 1/8 della rupia dell'India francese.

## Stati emittenti
- Maratha
- Mysore
- Cochin
- Coorg (o Kurg)
- Travancore
- Tuticorin
- Negapatnam (Sri Lanka)